# Sothys Paris
Sothys Paris ist einer der weltweit führenden Hersteller für Kosmetikprodukte in der professionellen Kosmetikindustrie. Die Produkte werden weltweit in über 120 Ländern vertrieben. Der Firmensitz ist in der Rue du Faubourg Saint-Honoré 128, Paris.

## Geschichte
1946 wurde das Unternehmen von dem Arzt und Biologen Dr. Hotz gegründet. Er stellte als einer der Ersten Wirkstoffkonzentrate in Glasampullen her, die ohne Konservierungsstoffe auskamen und deshalb besonders hautverträglich und effizient waren. Vertrieben wurden die Produkte über seinen Kosmetiksalon, der sich schon damals in der Rue du Faubourg Saint-Honoré in Paris befand.
Für seine Produkte wählte er den Namen der ägyptischen Göttin Sothys. Sothys geht zurück auf den Stern Sirius (griechische Schreibweise Sothis), der im alten Ägypten als Gottheit verehrt wurde und ein Symbol für Fruchtbarkeit war.
Die Göttin Sothys prangt heute als Markenlogo auf den Produkten für Gesichts- und Körperpflege, die von dem Unternehmen Sothys International hergestellt werden. 1966 übernahm die Familie Mas das Unternehmen und baute das Geschäft international aus. Heute ist die Marke SOTHYS in 15.000 Kosmetikinstituten und Schönheitsfarmen in über 120 Ländern der Welt vertreten.
Beliefert werden nur Kosmetikinstitute und Schönheitsfarmen.
In Deutschland werden die Produkte von der Firma Euro-Kosmetik GmbH in Köln vertrieben.
2007 wurde in Auriac (Corrèze) der Sothys Garten Les Jardins Sothys eröffnet. Der 3,7 Hektar große botanische Garten mit mehreren Arealen dient der Erforschung der regionalen Flora als Lieferanten für kosmetische Wirkstoffe. Unter anderem wurde hier der patentierte Boletus-Extrakt 1055 entwickelt. Weltweit zum ersten Mal werden die Eigenschaften des Boletus, einer Steinpilzart, in der Kosmetik eingesetzt.
Neben der Grundlagenforschung, die in Zusammenarbeit mit der Universität von Limoges stattfindet, ist der Sothys-Garten der Öffentlichkeit als Oase der Ruhe zugänglich.
Auf dem Terrain des botanischen Gartens befindet sich ein exklusives Restaurant, das die im Garten angebauten Kräuter, Wildblumen und Gewürze in der Küche nutzt. In der angegliederten Boutique werden regionale Produkte verkauft.

## Konzernstruktur
Sothys Paris Headoffice hat neben dem Firmensitz noch weitere Standorte (Stand Juli 2008):
- Forschungs- und Entwicklungsgesellschaft SOREDEC in Brive
- Marketing und Produktion in Brive Frankreich
- Weltweites Versandzentrum in Ussac

Weiterhin wird Sothys in über 120 Ländern der Welt, teils über Vertriebspartner, als auch über Tochtergesellschaften vertrieben. In Deutschland werden die Produkte über die 100 %-Tochterfirma Euro-Kosmetik GmbH vertrieben.

## Produkte
Die Produkte der Marke Sothys sind ausschließlich im Exklusivvertrieb über Kosmetikinstitute und Schönheitsfarmen, sowie Wellness-Hotels und Spas erhältlich. Sothys ist Spezialist für die Gesichtspflege und bietet umfassende Behandlungskonzepte und Heimpflegeprodukte. Weiterhin wird das Sortiment durch Körperpflege, Sonnenpflege, Herrenpflege und dekorative Kosmetik abgerundet. Die Produkte von Sothys sind vor allem durch ihre besonders hautverträglichen Texturen und sinnlichen Düfte sehr beliebt. Die Behandlungen und die Behandlungskonzepte sind für den professionellen Einsatz im Kosmetikstudio und Spa konzipiert. Mit den Institutsbehandlungen können Gesichtsbehandlungen aber auch Körperbehandlungen und Spezialbehandlungen durchgeführt werden. Zu den beliebtesten Produkten gehören:
- HydradvanceTM Creme Confort
- HydradvanceTM Feuchtigkeitsbehandlung
- Reinigungsmilch und -lotion Vitalité
- Resurfacing Peeling
- die Körperöle in den Duftrichtungen Kirschblüte & Lotus, Zimt & Ingwer, Zitrone & Bitterorange, Orangenblüte & Zedernholz und Vanille & Sandelholz